# Мікаса Йоко
Принцеса Йоко Мікаса (нар.25 жовтня 1983 року) (яп. 瑶子女王, кириліз.: Йоко Джоо) — членкиня японської імператорської родини, дочка принца Мікаси Томохіто і принцеси Мікаси Нобуко, племінниця 92-го прем’єр-міністра Японії Таро Асо (який є старшим братом її матері).

## Біографія
Принцеса Йоко народилась 25 жовтня 1983 року в сім'ї Принц Томохіто Мікаса та принцеси Нобуко Мікаса. Вона відвідувала престижну школу Гакусюін для отримання початкової, молодшої та середньої освіти. Принцеса є випускницею жіночого коледжу Гакусюін, факультету міжкультурних досліджень, відділення японознавства зі ступенем бакалавра японознавства.
Практикуючи традиційним японським бойовим мистецтвом кендо з раннього дитинства, принцеса була відібрана для участі у виставкових турнірах у Франції та Німеччині у 2005 році, а також у Всесвітній виставці в Айті, що відбулася того ж року. У липні 2006 року принцеса Йоко відвідала національну конвенцію Kendo Housewives.

## Публічні виступи
Принцеса Йоко досягла повноліття в жовтні 2003 року і відвідала прес-конференцію в свій день народження, під час якої журналісти запитали її про її плани на майбутнє. З цієї нагоди вона отримала другу ступінь Ордена Дорогоцінної Корони і змогла почати брати участь у королівських обов'язках і офіційних зобов'язаннях.
Принцеса Йоко брала активну участь у різноманітних волонтерських заходах, особливо в Товаристві Червоного Хреста Японії, з грудня 2006 року по листопад 2012 року . У серпні 2013 року вона була урочисто оголошена патроном Міжнародної асоціації універсального дизайну (IAUD), яку раніше утримував її батько . У січні 2014 року вона також була урочисто призначена президентом організації соціального забезпечення Юай Джудзі Кай.
6 червня 2012 року принц Томохіто помер від поліорганної недостатності. Його похорони та церемонію відвідали принцеса Йоко та інші члени імператорської родини. У червні 2013 року в заяві про домогосподарство принца Агентство імперського господарства оголосило, що «воно [зменшило] кількість домогосподарств в імператорській родині на одне», інтегрувавши його до домогосподарства, яке очолює його батько . За словами офіційних осіб агентства, інтеграція домогосподарства ніяк не вплине на життя вдови та дочок принца Томохіто. 

## Захоплення
У чемпіонаті Супер Формули 2024 року липневий раунд Супер Формули на трасі Fuji Speedway був названий Кубком Принцеси Йоко на її честь . У прес-релізі, що анонсує подію, зазначено, що вона була президентом Токійського автосалону та Японського автосалону. Вона виступила на брифінгу водіїв і зазначила, що є прихильницею автоспорту і регулярно читає японські та світові гоночні новини.

## Нагороди
Національні нагороди
- Член 2-го класу (піон) Ордена Дорогоцінної Корони[8]

Почесні посади
- Почесний президент Японської асоціації універсального звукового дизайну[3]
- Президент Токійського автосалону та Japan Mobility Show
- Президент організації соціального захисту «Юайдзюдзікай»[3]
- Почесний радник Inclusive Design Network[3]